# 게임 디벨로퍼
게임 디벨로퍼(2021년까지의 이름 가마수트라)는 게임 개발에 관한 사이트로 1997년에 설립된 사이트이다. 이 사이트는 비즈니스 미디어 부분은 UBM plc의 일부분인 UBM TechWeb이 소유하고 있고, 온라인 자매지로는 인쇄판 잡지인 Game Developer가 있다.

## 역사
1997년, '가마수트라'라는 제목으로 웹사이트가 개설됐다. 2021년에 현재 이름인 '게임 디벨로퍼'로 변경했다.

## IndieGames.com
IndieGames.com는 가마수트라의 자매 사이트로 주로 인디 게임에 관한 소식을 리는 곳이다.

## 참조

### 내용주
1. ↑  영어: Game Developer
2. ↑  영어: Gamasutra

## 같이 보기
- 게임 게발자 초이스 어워드
- GameDev.net